# Mörk snårstarr
Mörk snårstarr (Carex muricata) är en flerårig gräslik växt inom släktet starrar och familjen halvgräs. Mörk snårstarr växer i glesa tuvor. Dess äldre rötter är vita under barken och Basala slidor bruna till svartaktiga. Ståna blir kraftiga, upp till 1,5 mm tjocka och är sträva upptill. Blad blir från tre till fyra mm breda och snärpets vidfästningslinje bildar en låg båge. axsamling blir från 2 till 3,5 cm, en cm bred och har fyra till sju utspärrade klotlika ax, med det nedre ledstyckt kortare än en cm. De mörkt rödbruna axfjällen blir från 2,5 till 3,5 mm och är kortare än fruktgömmet. Fruktgömmen blir från 4,2 till 4,6 mm, är rakt utståend, har rundad bas, saknar korkartad vävnad och har en bred list vid kanten. Mörk snårstarr blir från 15 till 60 cm och blommar från juni till juli.

## Utbredning
Mörk snårstarr är ganska sällsynt i Norden men kan återfinnas på öppen varm mineraljord, såsom torrängar, gräsmarker, sydvända lövbryn, bergbranter, gläntor och vägrenar. Dess utbredning i Norden sträcker sig till ett minder område i södra Finland, ett smalt område som sträcker sig igenom hela Mellansverige och områden i södra Norge.
- Referens: Den nya nordiska floran ISBN 91-46-17584-9